# Metil
Un metil és el grup alquil més senzill, conté un àtom de carboni enllaçat a tres d'hidrogen, la qual fórmula molecular és {\displaystyle {\ce {CH3 -}}}. Deriva del metà {\displaystyle {\ce {CH4}}} per eliminació d'un àtom d'hidrogen. No existeix lliure a la naturalesa.

## Nomenclatura
Prové del radical químic met, del grec méthy 'vi', que a química orgànica s'empra per designar les cadenes d'un únic àtom de carboni, i la terminació -il, del grec hýlē 'matèria, principi' usat a química orgànica per anomenar els grups alquil.

## Estructura
La geometria del grup metil és tetragonal. Es pot explicar a partir de la hibridació sp3 de l'àtom de carboni. Aquests orbitals híbrids sp3 estan separats un angle de 109,5° i formen enllaços covalents simples, o σ, amb tres àtoms d'hidrogen, quedant el quart orbital híbrid disponible per formar un altre enllaç σ amb un àtom d'un altre grup. En funció de les dimensions d'aquest grup els angles poden variar.